# Татарашвили, Шота Михайлович
Шота Михайлович Татарашвили — советский хозяйственный, государственный и политический деятель.

## Биография
Шота Татарашвили родился в 1922 году в Тбилиси. Член КПСС с 1944 года.
Участник Великой Отечественной войны. С 1947 года — на хозяйственной, общественной и политической работе. В 1947—1975 гг. — секретарь Тбилисского горкома комсомола, второй секретарь ЦК ЛКСМ Грузии, секретарь райкома в городе Боржоми, заведующий отделом ЦК КП Грузии, второй секретарь Тбилисского горкома КП Грузии, заместитель начальника Управления сельского строительства Грузинской ССР, заместитель министра, министр сельского строительства Грузинской ССР, Председатель Совета Министров Абхазской АССР
Избирался депутатом Верховного Совета СССР 9-го созыва.
Умер в Сухуми в 1975 году.